# Alexandre Bès
Alexandre Bès est un footballeur franco-ivoirien, né le 10 avril 1967 à Daloa en Côte d'Ivoire et mort le 31 mai 1997 à Eaubonne. Il évolue au poste de défenseur.

## Biographie
Après des débuts à l'AS Villeurbanne, il intègre le centre de formation de l'Olympique lyonnais en 1985, il joue 56 matchs en division 1 dont 55 matchs avec l'Olympique lyonnais entre 1989 et 1994 et 1 match avec l'AS Cannes entre 1994 et 1995. Il joue également au FC Rouen.
Le 31 mai 1997, Alexandre Bès, alors capitaine de l'équipe du FC Rouen, est victime d’un arrêt cardiaque, lors de l’échauffement avant le dernier match de la saison face à la réserve du Paris Saint-Germain disputé au stade Jean-Rolland de Franconville. Il meurt à l’hôpital Émile-Roux d'Eaubonne où il avait été admis.

## Carrière
- 1989-1994 :  Olympique lyonnais
- 1994-1995 :  AS Cannes
- 1995-1997 :  FC Rouen[3]

## Source
- Marc Barreaud, Dictionnaire des footballeurs étrangers du championnat professionnel français (1932-1997), L'Harmattan, mai 1998, 320 p. (ISBN 2-7384-6608-7), p. 131